# Watertoren (Slikkerveer)
De watertoren van Slikkerveer stond in Slikkerveer, tegenwoordig een wijk van de Nederlandse gemeente Ridderkerk. Deze watertoren is gebouwd in 1906 door Visser & Smit Hanab. De toren had een hoogte van 36,00 meter en had een waterreservoir van 225 m3. De toren is in 1971 gesloopt.